# Equinox (dansk tv-serie)
 For alternative betydninger, se Equinox. (Se også artikler, som begynder med Equinox)
Equinox er en dansk overnaturlig thriller Netflix-serie lavet af Tea Lindeburg, baseret på den danske podcast Equinox 1985. Serien havde premiere den 30. december 2020 og har Danica Curcic i hovedrollen som Astrid, en ung kvinde, der undersøger sin søsters forsvinden tyve år før.

## Plot
I 1999 er den ni år gamle Astrid traumatiseret af den mystiske forsvinden af sin søster Ida sammen med sin skoleklasse, der fejrer deres eksamen på en typisk dansk måde. Astrid lider af mareridt og forfærdelige visioner efter tragedien. Tyve år senere, da hun finder ud af, at den eneste resterende overlevende fra klassen på mystisk vis er død, beslutter Astrid at undersøge, hvad der skete i 1999. Da hun begynder at udforske begivenhederne for længe siden, opdager hun en mørk og foruroligende sandhed, der involverer hende på måder, hun aldrig forestillede sig.

## Modtagelse
Claus Nygaard Petersen, der er anmelder for Ekkofilm, tildelte serien fem ud af seks stjerner og mente, at "[d]et er den bedste danske Netflix-serie til dato".

## Medvirkende
- Danica Curcic som Astrid
- Lars Brygmann som Dennis
- Karoline Hamm som Ida
- Hanne Hedelund som Lene
- Viola Martinsen som Astrid, 9 år
- Fanny Bornedal som Amelia
- August Carter som Jakob
- Ask Truelsen som Falke
- Alexandre Willaume som Henrik
- Peder Holm Johansen som Torben
- Rasmus Hammerich som Mathias
- Zaki Nobel Mehabil som David
- Tina Gylling Mortensen som Doris
- Susanne Storm som Isobel

## Episoder
| Nr. | Titel                               | Instrueret af   | Skrevet af                        | Først sendt       |
| --- | ----------------------------------- | --------------- | --------------------------------- | ----------------- |
| 1   | "Det kommer til at ske igen"        | Søren Balle     | Tea Lindeburg                     | 30. december 2020 |
| 2   | "Pigen er væk"                      | Søren Balle     | Tea Lindeburg & Bo Mikkelsen      | 30. december 2020 |
| 3   | "Hvad er det du ser, når du sover?" | Søren Balle     | Tea Lindeburg & Mie Skjoldemose   | 30. december 2020 |
| 4   | "Alt på plads, plads til alt"       | Søren Balle     | Tea Lindeburg & Andreas Garfield  | 30. december 2020 |
| 5   | "Jeg hører stemmer"                 | Mads Matthiesen | Tea Lindeburg & Jacob Katz Hansen | 30. december 2020 |
| 6   | "Blodet flyder i årerne"            | Mads Matthiesen | Tea Lindeburg & Andreas Garfield  | 30. december 2020 |